# Quintiliani (estación)
Quintiliani es una estación de la línea B del Metro de Roma. Se encuentra en Vía Pietra Sanguigna, cercana al antiguo Casale dei Quintiliani, que le da su nombre a la estación..
A pesar de haber sido construida para la extensión de la línea B desde Termini a Rebbibia en 1990, recién fue inaugurada el 23 de junio de 2003. En su entorno próximo se encuentra el Hospital Sandro Pertini.

## Historia
Aunque fue construido en 1990, como parte del plan de extensión de la línea B desde Termini a Rebbibia, la estación fue cerrada al público hasta 2003, año de su puesta en marcha.
Originalmente, la estación serviría al público que se vería afectado por el plan "Sistema Direzionale Orientale" (SDO), plan de construcción importante que debería haber afectado a zonas del Nomentano y Pietralata y, en espera de la realización de este proyecto, pasó a ser una estación fantasma, ya que los trenes pasaban sin detenerse.
El SDO abandonó el proyecto más tarde, debido a los recortes presupuestarios de la administración romana, por lo que la estación, que poseía ya infraestructura para el transporte de pasajeros, pero con varias obras inconclusas (vías de acceso, aparcamientos, etc.), fueron traspasadas al ayuntamiento de la ciudad. En 2003 se completaron las terminaciones del edificio, que ya llevaba 13 años sin ser inaugurado, añadiéndosele la reconstrucción del pavimento de la carretera, la instalación de puntos de alumbrado público y un aparcamiento con capacidad para 80 vehículos, así como una plaza que serviría como última parada para el transporte público.
La inauguración tuvo lugar el 23 de junio del mismo año, y al mismo tiempo, se decidió crear una nueva línea (la posteriormente inaugurada línea B1) que uniría la estación con los barrios de los alrededores y al cercano Hospital Sandro Pertini.